# Аллен, Редж
А́ртур Ре́джиналд А́ллен (англ. Arthur Reginald Allen; 3 мая 1919 — 3 апреля 1976), более известный как Редж Аллен — английский футбольный вратарь, известный по выступлениям за клубы «Куинз Парк Рейнджерс» и «Манчестер Юнайтед».

## Футбольная карьера
Начал карьеру в лондонском клубе «Куинз Парк Рейнджерс». Сначала выступал за резервный состав клуба, а в мае 1938 года подписал с клубом профессиональный контракт. Всего сыграл за команду 183 матча в чемпионате. Во время войны участвовал в операции в Северной Африке в июле 1941 года и попал в плен. Будучи в плену у немцев (по другой версии, у японцев), Редж провёл несколько матчей на позиции центрфорварда. После освобождения из плена и окончания войны вернулся в «Куинз Парк Рейнджерс» и помог своей команде выиграть Третий южный дивизион в сезоне 1947/48.
6 июня 1950 года перешёл в «Манчестер Юнайтед» за 11 000 фунтов, что стало мировым рекордом, заплаченным за вратаря. Ещё в армии он играл с главным тренером «Юнайтед» Мэттом Басби. После его подписания Джек Кромптон, бывший тогда основным вратарём в составе «Юнайтед», сел на скамейку. Дебют Аллена в составе «красных» состоялся 19 августа 1950 года в матче против «Фулхэма», в котором Редж смог сохранить свои ворота «сухими». Провёл в составе «Юнайтед» 3 сезона, сыграв 80 матчей. Свой последний матч за клуб провёл 4 октября 1952 года, после чего проиграл конкуренцию за место в воротах Кромптону и молодому на тот момент Рэю Вуду. В июне 1953 года перешёл в «Олтрингем».
29 марта 1954 года состоялся памятный матч Реджа Аллена, в котором сыграли «Куинз Парк Рейнджерс» и «Манчестер Юнайтед». Доходы от этого матча, которые составили 1800 фунтов стерлингов, достались Аленну.
Умер 3 апреля 1976 года в Лондоне.

## Достижения
«Куинз Парк Рейнджерс»
- Победитель Третьего южного дивизиона: 1947/48

«Манчестер Юнайтед»
- Чемпион Первого дивизиона: 1951/52